# Odprto prvenstvo Avstralije 1982
Odprto prvenstvo Avstralije 1982 je teniški turnir, ki je potekal med 29. novembrom in 13. decembrom 1982 v Melbournu.

## Moški posamično
Johan Kriek :  Steve Denton 6–3, 6–3, 6–2

## Ženske posamično
Chris Evert-Lloyd :  Martina Navratilova 6–3, 2–6, 6–3

## Moške dvojice
John Alexander /  John Fitzgerald :  Andy Andrews /  John Sadri 6–4, 7–6

## Ženske dvojice
Martina Navratilova /  Pam Shriver :  Claudia Kohde /  Eva Pfaff 6–4, 6–2 